# Annapia Gandolfi
Annapia Gandolfi (* 29. Juni 1964 in Pisa) ist eine ehemalige italienische Florettfechterin.

## Erfolge
Annapia Gandolfi war vor allem im Mannschaftswettbewerb erfolgreich. Sie gewann in diesem 1986 in Sofia Silber und 1987 in Lausanne die Bronze. Bei den Olympischen Spielen 1988 in Seoul erreichte sie mit der Mannschaft das Finale gegen Deutschland, das mit 4:9 verloren wurde, und erhielt somit gemeinsam mit Francesca Bortolozzi, Lucia Traversa, Margherita Zalaffi und Dorina Vaccaroni die Silbermedaille.